# 루이지 코멘치니
루이지 코멘치니(Luigi Comencini, 1916년 6월 8일 ~ 2007년 4월 6일)는 이탈리아의 영화 감독이다. 마리오 모니첼리, 디노 리시, 난니 로이, 에토레 스콜라와 함께 이탈리안 스타일 코미디(Commedia all'italiana) 장르 영화의 거장 중 한 명이였다. 그의 두 딸인 크리스티나와 프란체스카 역시 영화 감독이다.

## 출연 작품
- 마르셀리노 (1991)
- 메리 크리스마스 해피 뉴이어 (1989)
- 굿나잇, 레이디스 앤 젠틀맨 (1976)
- 피노키오의 모험 (1972)
- 천사의 시 (1966)
- 돈 까밀로 러시아 가다 (1965)
- 부베의 여인 (1963)
- 에브리바디 고 홈 (1960)
- 빵과 사랑과 꿈 (1953)
- L'Ospedale Del Delitto (1950)